# Banzkow
Banzkow é um município da Alemanha localizado no distrito de Ludwigslust-Parchim, estado de Mecklemburgo-Pomerânia Ocidental.
É membro e sede do Amt de Banzkow.